# Proceratium arnoldi
Proceratium arnoldi är en myrart som beskrevs av Auguste-Henri Forel 1913. Proceratium arnoldi ingår i släktet Proceratium och familjen myror. Inga underarter finns listade i Catalogue of Life.